# Samantha Siqueiros
Samantha Siqueiros, est une actrice mexicaine, née le 13 septembre 1994 à La Paz (Mexique).
Elle est connue pour son rôle de Victoria Franco dans la série télévisée Vikki RPM diffusée sur Nickelodeon.

## Biographie
Samantha Siqueiros est née le 13 septembre 1994 à La Paz (Mexique).
Elle a commencé sa carrière d'actrice en 2016 en apparaissant dans le téléfilm mexicain Baila!. Cette même année, elle jouera dans trois séries, Vino el amor, La rosa de Guadalupe et Como dice el dicho.
Un an plus tard, elle décroche le rôle de Victoria Franco dans la série Nickelodeon Amérique latine, Vikki RPM. Elle déménage alors à Miami (États-Unis). La série remporte un certain succès auprès du jeune public.
En 2023, Samantha Siqueiros joue l'un des rôles principaux de la série Berlin, spin-off de La casa de papel.

## Filmographie

### Télévision
- 2016 : Baila! de Roberto Escamilla Garduño : Ana (téléfilm)
- 2016 : Vino el amor : (14 épisodes)
- 2016 : La rosa de Guadalupe : plusieurs personnages (Abril, Sofia & Magda) (S 9 épisodes 20 & 49, S 10 épisodes 27)
- 2016 : Como dice el dicho : Susana (saison 6 épisodes 19 & 68)
- 2017 : Vikki RPM : Victoria "Vikki" Franco (59 épisodes)
- 2017 : Milagros de Navidad : Kathy Martínez (épisode 16)
- 2018 : Sin tu mirada : Ana (56 épisodes)
- 2018-2019 : Señora Acero : Rosario Franco (55 épisodes)
- 2019 : À découvert : Natalia Saldaña (10 épisodes)
- 2022 : El secreto de la familia Greco : Sabrino Greco (9 épisodes)
- 2023 : Berlin : Camille Polignac (8 épisodes)